# Boissey (Calvados)
Boissey település Franciaországban, Calvados megyében. Lakosainak száma 208 fő (2018. január 1.). Boissey Bretteville-sur-Dives, Castillon-en-Auge, Hiéville, Mittois, Sainte-Marguerite-de-Viette és Vieux-Pont-en-Auge községekkel határos.

## Népesség
A település népességének változása:
| Lakosok száma | 247  | 236  | 216  | 202  | 206  | 232  | 233  | 233  | 214  | 208  |
|               | 1968 | 1975 | 1982 | 1990 | 1999 | 2011 | 2013 | 2015 | 2017 | 2018 |